# The Doctor (film 1912)
The Doctor è un cortometraggio muto del 1912. Il nome del regista non viene riportato nei credit del film interpretato da Howard Missimer, Eleanor Blanchard, John Steppling e Fred Wulf.

## Produzione
Il film fu prodotto dalla Essanay Film Manufacturing Company.

## Distribuzione
Distribuito dalla General Film Company, il film - un cortometraggio di una bobina - uscì nelle sale cinematografiche statunitensi il 25 aprile 1912.